# Jonas Gregaard Wilsly
Jonas Gregaard Wilsly (Herlev, 30 juli 1996) is een Deens wielrenner die sinds 2024 rijdt voor Lotto-Dstny.

## Overwinningen
2013
Jongerenklassement Tour du Pays de Vaud
Jongerenklassement Aubel-Thimister-La Gleize
2014
 Deens kampioen op de weg, Junioren
2015
2e etappe ZLM Tour (ploegentijdrit)
 Deens kampioen op de weg, Beloften
2016
Bergklassement Ronde van Normandië
Himmerland Rundt
2017
Jongerenklassement Ronde van Małopolska
Eind- en jongerenklassement Kreiz Breizh Elites
2018
Jongerenklassement Ronde van Małopolska
2023
Bergklassement Parijs-Nice

## Resultaten in voornaamste wedstrijden
| Jaar | Ronde van Italië | Ronde van Frankrijk | Ronde van Spanje |
| ---- | ---------------- | ------------------- | ---------------- |
| 2019 |                  |                     |                  |
| 2020 | 53e              |                     |                  |
| 2021 |                  |                     |                  |
| 2022 |                  |                     |                  |
| 2023 |                  | 43e                 |                  |
| 2024 |                  |                     | 77e              |
| 2025 |                  |                     |                  |

| Jaar | Milaan-San Remo | Amstel Gold Race | Luik-Bast.‑Luik | Waalse Pijl |  | WK op de weg |  | Wereldranglijsten |
| ---- | --------------- | ---------------- | --------------- | ----------- |  | ------------ |  | ----------------- |
| 2019 | 98e             |                  |                 |             |  |              |  | 1123e (UWR)       |
| 2020 |                 |                  |                 |             |  | 60e          |  |                   |
| 2021 |                 |                  |                 |             |  |              |  |                   |
| 2022 |                 |                  | 28e             | 59e         |  |              |  |                   |
| 2023 |                 | opgave           | 67e             | 60e         |  |              |  |                   |
| 2024 |                 | 78e              | 94e             | opgave      |  |              |  |                   |
| 2025 |                 | opgave           | 114e            | 67e         |  |              |  |                   |

## Ploegen
- 2015 –  Team TreFor-Blue Water
- 2016 –  Riwal Platform Cycling Team
- 2017 –  Riwal Platform Cycling Team
- 2018 –  Riwal CeramicSpeed Cycling Team (vanaf 1 augustus)
- 2019 –  Astana Pro Team
- 2020 –  Astana Pro Team
- 2021 –  Astana-Premier Tech
- 2022 –  Uno-X Pro Cycling Team
- 2023 –  Uno-X Pro Cycling Team
- 2024 –  Lotto-Dstny
- 2025 –  Lotto

A.K. Andersen · S.K. Andersen · Clausen · Foder Holm · Gregaard · Hardahl · Hyldgaard · Lander · Olsson · Pedersen · Rahbek · Rasmussen · Riis · Vinjebo
Clausen · Djurhuus · Gregaard · Haslund · Jørgensen · Kron · Lander · Mørch · Mørkøv · Mortensen · Norsgaard · Siggaard · Sørensen · Stokbro · Vinther
Ballerini · Bilbao · Bïjigitov · Boaro · Bohórquez · Cataldo · Contreras · Cort · De Vreese · Fominykh · Fraile · Fuglsang · Gïdïç · Gregaard · Groezdev · Hirt · Houle · G. Izagirre · J. Izagirre · Kudus · Loetsenko · López · Natarov · Sánchez · Stalnov · Villella · Zacharov · Zejts
Aranburu · Bïjigitov · Boaro · Bohórquez · Contreras · De Vreese · Felline · Fominykh · Fraile · Fuglsang · Gïdïç · Gregaard · Groezdev · Houle · G. Izagirre · J. Izagirre · Kudus · Loetsenko · López · Martinelli · Natarov · Pronskïÿ · Rodríguez · Sánchez · Stalnov · Tejada · Vlasov · Zacharov
Aranburu · Battistella · Boaro · Broesenski · Contreras · de Bod · Fjodorov · Felline · Fraile · Fuglsang · Gïdïç · Gregaard · Groezdev · Houle · G. Izagirre · J. Izagirre · Kudus · Loetsenko · Martinelli · Natarov · Perry · Piccolo tot 31 mei · Pronskïÿ · Rodríguez · Romo · Sánchez · Sobrero · Stalnov · Tejada · Vlasov · Zacharov
Abrahamsen · Andersen · Blikra · Charmig · Dversnes · Eg · Gregaard · Gudmestad · Halvorsen · Hansen · Hindsgaul · Holter · Hulgaard · A. Johannessen · T. Johannessen · K. Kulset · S. Kulset · Larsen · Levy · Resell · Saugstad · A. Skaarseth · I. Skaarseth · Sleen · Tiller · Træen · Urianstad · Wærenskjold · Wærsted
Abrahamsen · Andersen · Bendixen · Blikra  · Blume Levy · Charmig · Dversnes · Eg · Fredheim · Gregaard · Gudmestad · Halvorsen · Hindsgaul · Holter · A. Johannessen · T. Johannessen · Kristoff · M. Kulset · S. Kulset · Larsen · Norman Leth · Resell · Sander Hansen · Skaarseth · Tiller · Træen · Urianstad · Wærenskjold
Adamietz · Berckmoes · Beullens · Campenaerts · Currie · De Buyst · De Gendt · De Lie · Drizners · Eenkhoorn · Gregaard · Grignard · Guarnieri · Kron · Livyns · Menten · Moniquet · Paasschens · Segaert · Taminiaux · Sepúlveda · Slock · Vandenabeele · Van de Paar · Van Eetvelt · Van Gils · Van Moer · Vanhoucke · Vermeersch